# واکانوهانا ماسارو
واکانوهانا ماسارو (به ژاپنی: 若乃花 勝) کُشتی‌گیر سوموی اهل توکیو در کشور ژاپن است که شصت‌وششمین کشتی‌گیر دارای رتبهٔ یوکوزونا محسوب می‌شود. وی در سال ۱۹۹۸ میلادی به این مرتبه ارتقا یافت و در سال ۲۰۰۰ میلادی بازنشست شد. واکانوهانا ماسارو توانست ۵ بار قهرمان (یوشو) مسابقات سومو شود.